# Теофил I Јерусалимски
Теофил I Јерусалимски је био патријарх Јерусалимске цркве од 1012. до 1020. године.
Теофил је био епископ Хибала пре него што га је Муфариј ибн Дагфал ибн ал-Џарах, аутономни владар Палестине, именовао за патријарха Јерусалима. Именовање се догодило под владавином Фатимидског калифа ал-Хакима. Муфариј је предложио да хришћанска заједница треба да поново изгради Цркву Светога Гроба. Међутим, убрзо након што је дао предлог, ал-Хаким, који је раније наредио да се претходна црква уништи, је објавио рат Муфарију и послао своје трупе у Сирију и Палестину. Муфариј је убрзо умро, а његов син и патријарх Теофил пребегли су у прогонство. Године 1013, након што је постављен нови пријатељски намесник, патријарх Теофил се вратио и остао у Јерусалиму до упокојења 1020. године.